# Hamanaka, Hokkaidō
Hamanaka (浜中町 Hamanaka-chō) là thị trấn thuộc huyện Akkeshi, phó tỉnh Kushiro, Hokkaidō, Nhật Bản. Tính đến ngày 1 tháng 10 năm 2020, dân số ước tính thị trấn là 5.507 người và mật độ dân số là 13 người/km2. Tổng diện tích thị trấn là 427,68 km2.

## Khí hậu
| Dữ liệu khí hậu của Hamanaka, Hokkaidō   | Dữ liệu khí hậu của Hamanaka, Hokkaidō | Dữ liệu khí hậu của Hamanaka, Hokkaidō | Dữ liệu khí hậu của Hamanaka, Hokkaidō | Dữ liệu khí hậu của Hamanaka, Hokkaidō | Dữ liệu khí hậu của Hamanaka, Hokkaidō | Dữ liệu khí hậu của Hamanaka, Hokkaidō | Dữ liệu khí hậu của Hamanaka, Hokkaidō | Dữ liệu khí hậu của Hamanaka, Hokkaidō | Dữ liệu khí hậu của Hamanaka, Hokkaidō | Dữ liệu khí hậu của Hamanaka, Hokkaidō | Dữ liệu khí hậu của Hamanaka, Hokkaidō | Dữ liệu khí hậu của Hamanaka, Hokkaidō | Dữ liệu khí hậu của Hamanaka, Hokkaidō |
| Tháng                                    | 1                                      | 2                                      | 3                                      | 4                                      | 5                                      | 6                                      | 7                                      | 8                                      | 9                                      | 10                                     | 11                                     | 12                                     | Năm                                    |
| ---------------------------------------- | -------------------------------------- | -------------------------------------- | -------------------------------------- | -------------------------------------- | -------------------------------------- | -------------------------------------- | -------------------------------------- | -------------------------------------- | -------------------------------------- | -------------------------------------- | -------------------------------------- | -------------------------------------- | -------------------------------------- |
| Cao kỉ lục °C (°F)                       | 8.7 (47.7)                             | 10.0 (50.0)                            | 15.1 (59.2)                            | 23.5 (74.3)                            | 35.2 (95.4)                            | 30.7 (87.3)                            | 32.7 (90.9)                            | 35.5 (95.9)                            | 30.2 (86.4)                            | 23.8 (74.8)                            | 20.7 (69.3)                            | 12.9 (55.2)                            | 35.5 (95.9)                            |
| Trung bình ngày tối đa °C (°F)           | −0.8 (30.6)                            | −0.8 (30.6)                            | 2.8 (37.0)                             | 8.1 (46.6)                             | 12.5 (54.5)                            | 15.1 (59.2)                            | 18.6 (65.5)                            | 21.1 (70.0)                            | 19.9 (67.8)                            | 15.3 (59.5)                            | 9.0 (48.2)                             | 2.2 (36.0)                             | 10.3 (50.5)                            |
| Trung bình ngày °C (°F)                  | −5.3 (22.5)                            | −5.3 (22.5)                            | −1.4 (29.5)                            | 3.3 (37.9)                             | 7.6 (45.7)                             | 11.0 (51.8)                            | 14.9 (58.8)                            | 17.3 (63.1)                            | 15.7 (60.3)                            | 10.4 (50.7)                            | 3.9 (39.0)                             | −2.6 (27.3)                            | 5.8 (42.4)                             |
| Tối thiểu trung bình ngày °C (°F)        | −11.2 (11.8)                           | −11.7 (10.9)                           | −6.7 (19.9)                            | −1.6 (29.1)                            | 3.2 (37.8)                             | 7.8 (46.0)                             | 12.0 (53.6)                            | 14.3 (57.7)                            | 11.5 (52.7)                            | 4.8 (40.6)                             | −1.8 (28.8)                            | −8.1 (17.4)                            | 1.0 (33.9)                             |
| Thấp kỉ lục °C (°F)                      | −25.3 (−13.5)                          | −26.0 (−14.8)                          | −21.4 (−6.5)                           | −14.2 (6.4)                            | −4.7 (23.5)                            | −1.5 (29.3)                            | 2.5 (36.5)                             | 5.1 (41.2)                             | 1.1 (34.0)                             | −5.2 (22.6)                            | −13.0 (8.6)                            | −18.0 (−0.4)                           | −26.0 (−14.8)                          |
| Lượng Giáng thủy trung bình mm (inches)  | 26.2 (1.03)                            | 18.5 (0.73)                            | 50.1 (1.97)                            | 73.1 (2.88)                            | 103.2 (4.06)                           | 111.7 (4.40)                           | 117.3 (4.62)                           | 124.2 (4.89)                           | 157.0 (6.18)                           | 123.3 (4.85)                           | 74.5 (2.93)                            | 56.2 (2.21)                            | 1.033,3 (40.68)                        |
| Số ngày giáng thủy trung bình (≥ 1.0 mm) | 6.0                                    | 4.5                                    | 7.5                                    | 9.3                                    | 10.7                                   | 8.9                                    | 10.3                                   | 10.9                                   | 10.7                                   | 9.1                                    | 9.2                                    | 7.7                                    | 104.8                                  |
| Số giờ nắng trung bình tháng             | 185.6                                  | 179.3                                  | 197.8                                  | 180.1                                  | 168.6                                  | 125.0                                  | 106.2                                  | 117.1                                  | 146.8                                  | 170.2                                  | 164.8                                  | 165.9                                  | 1.913,8                                |
| Nguồn: Cục Khí tượng Nhật Bản            |                                        |                                        |                                        |                                        |                                        |                                        |                                        |                                        |                                        |                                        |                                        |                                        |                                        |